# قائمة البعثات الدبلوماسية المغربية

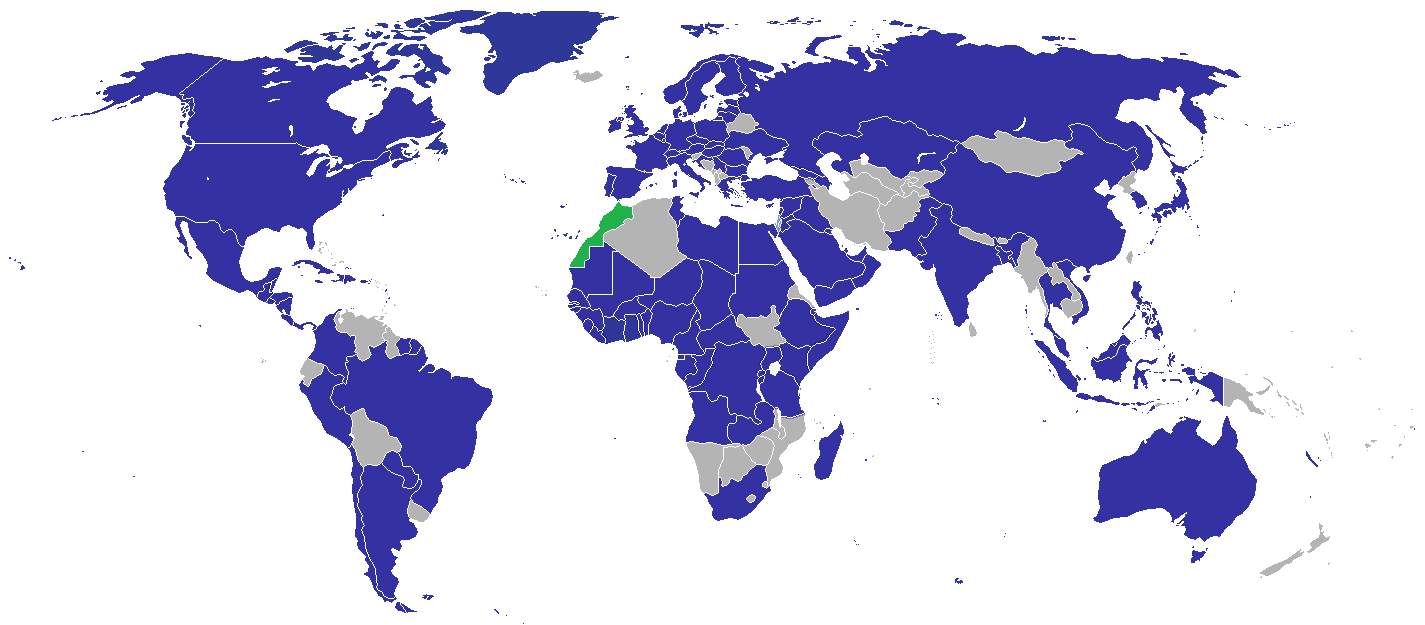
البعثات الدبلوماسية للمملكة المغربية

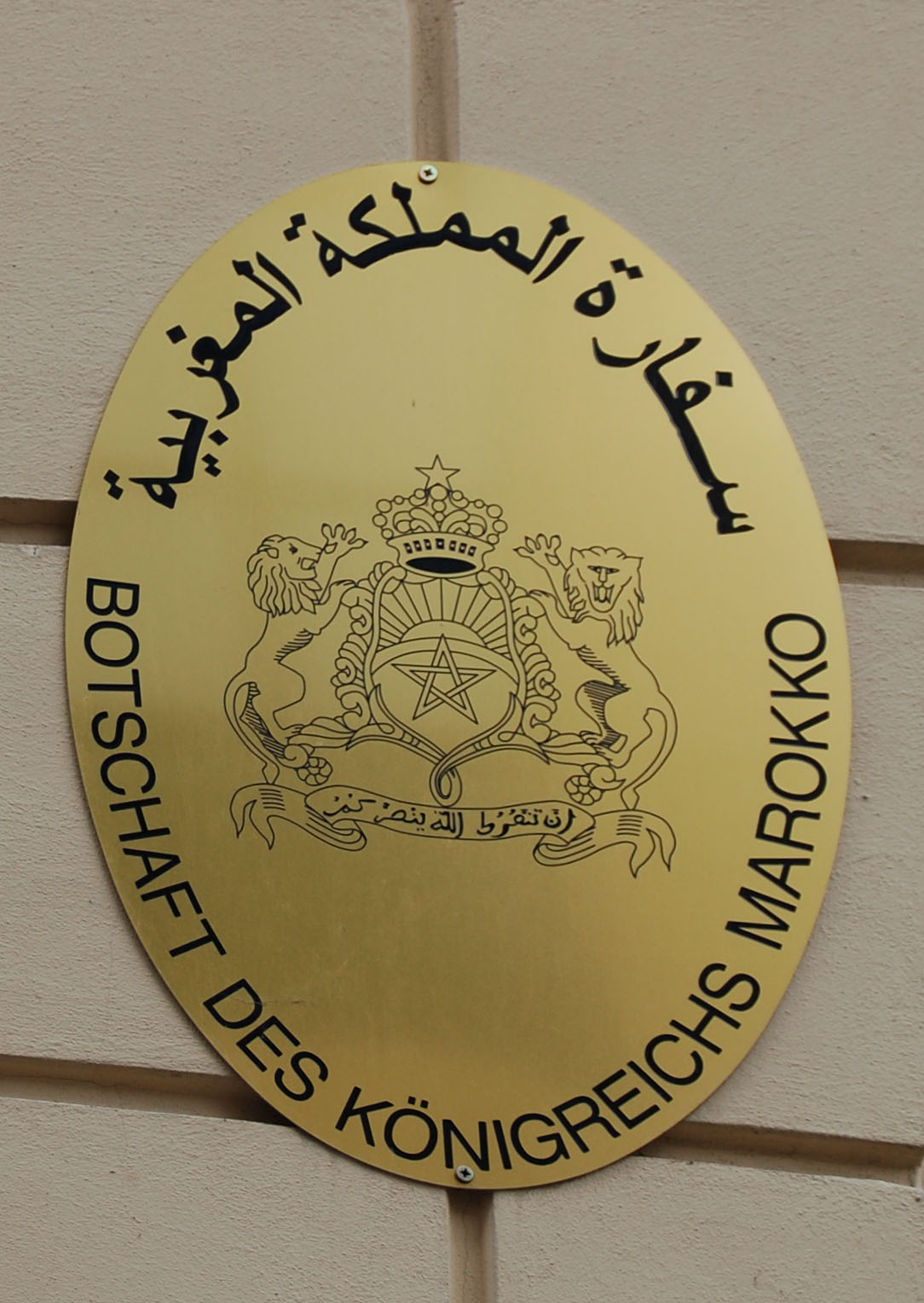
شعار سفارة المملكة المغربية ببرلين

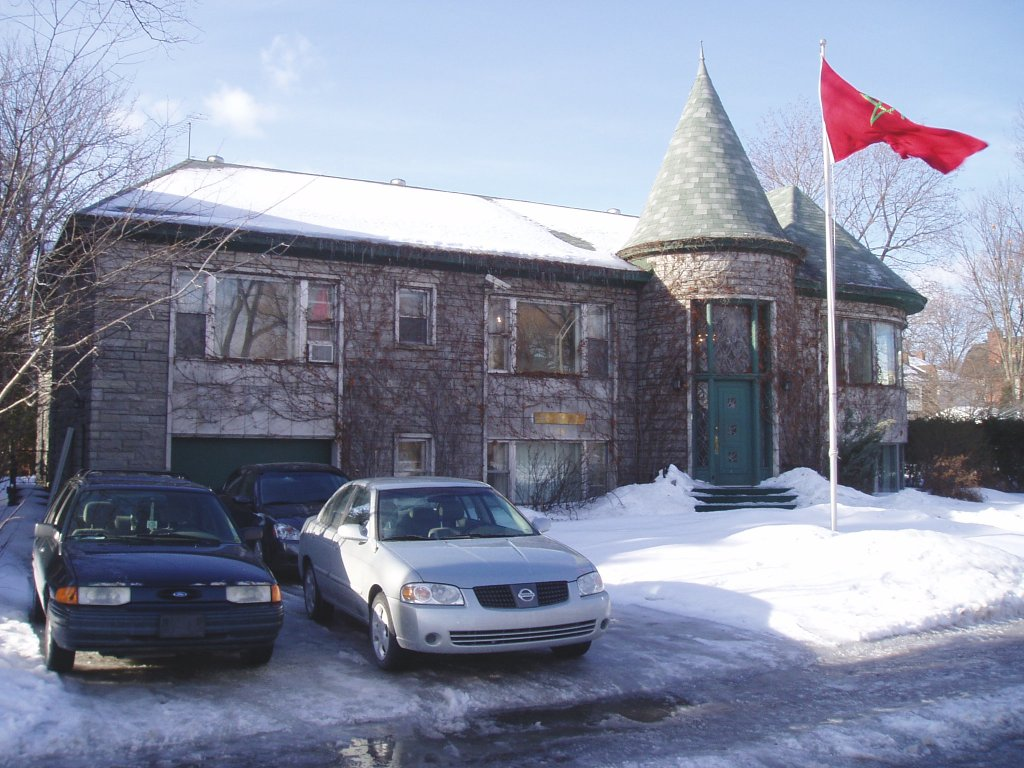
سفارة المملكة المغربية بأوتاوا

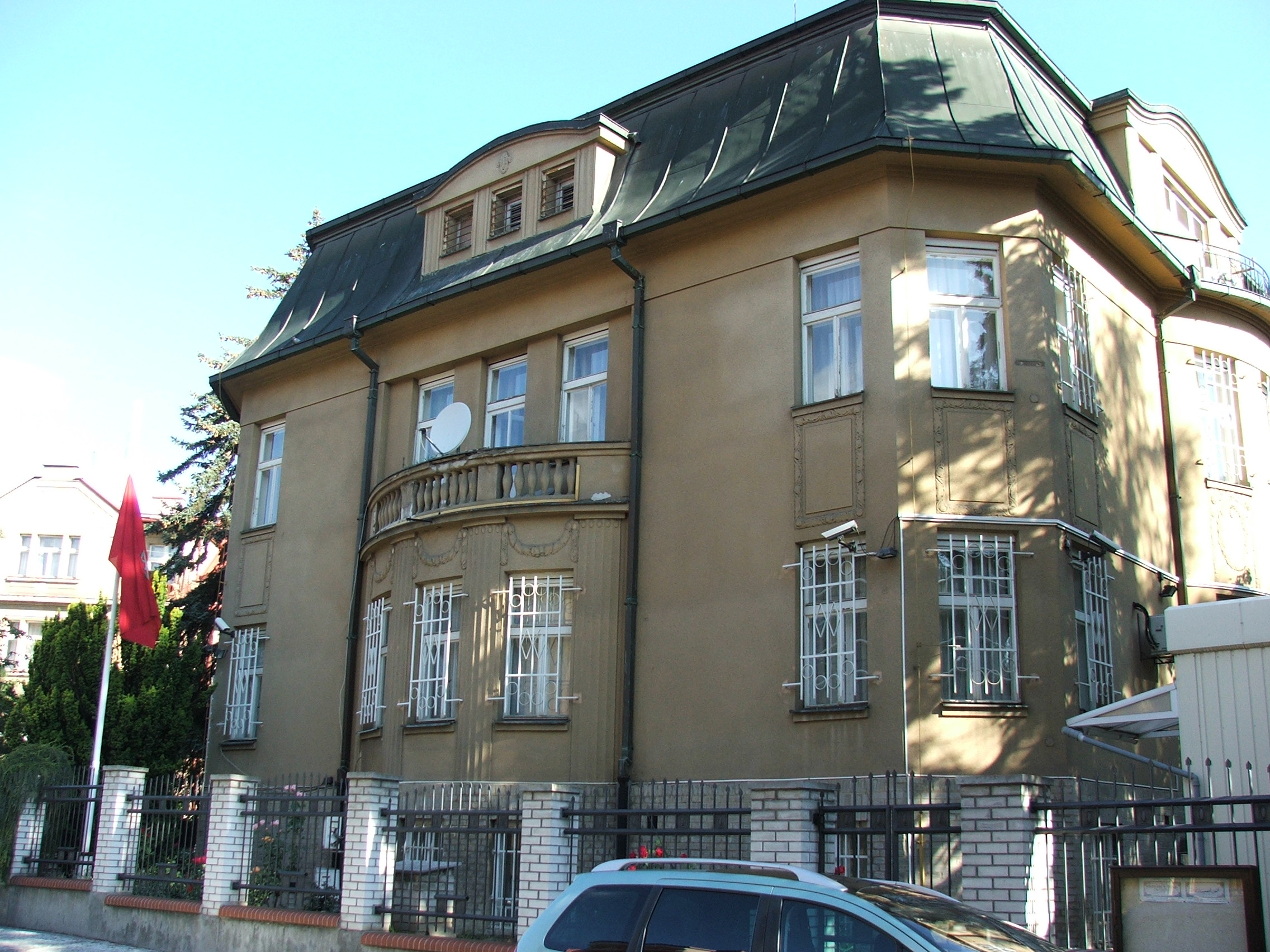
سفارة المملكة المغربية ببراغ

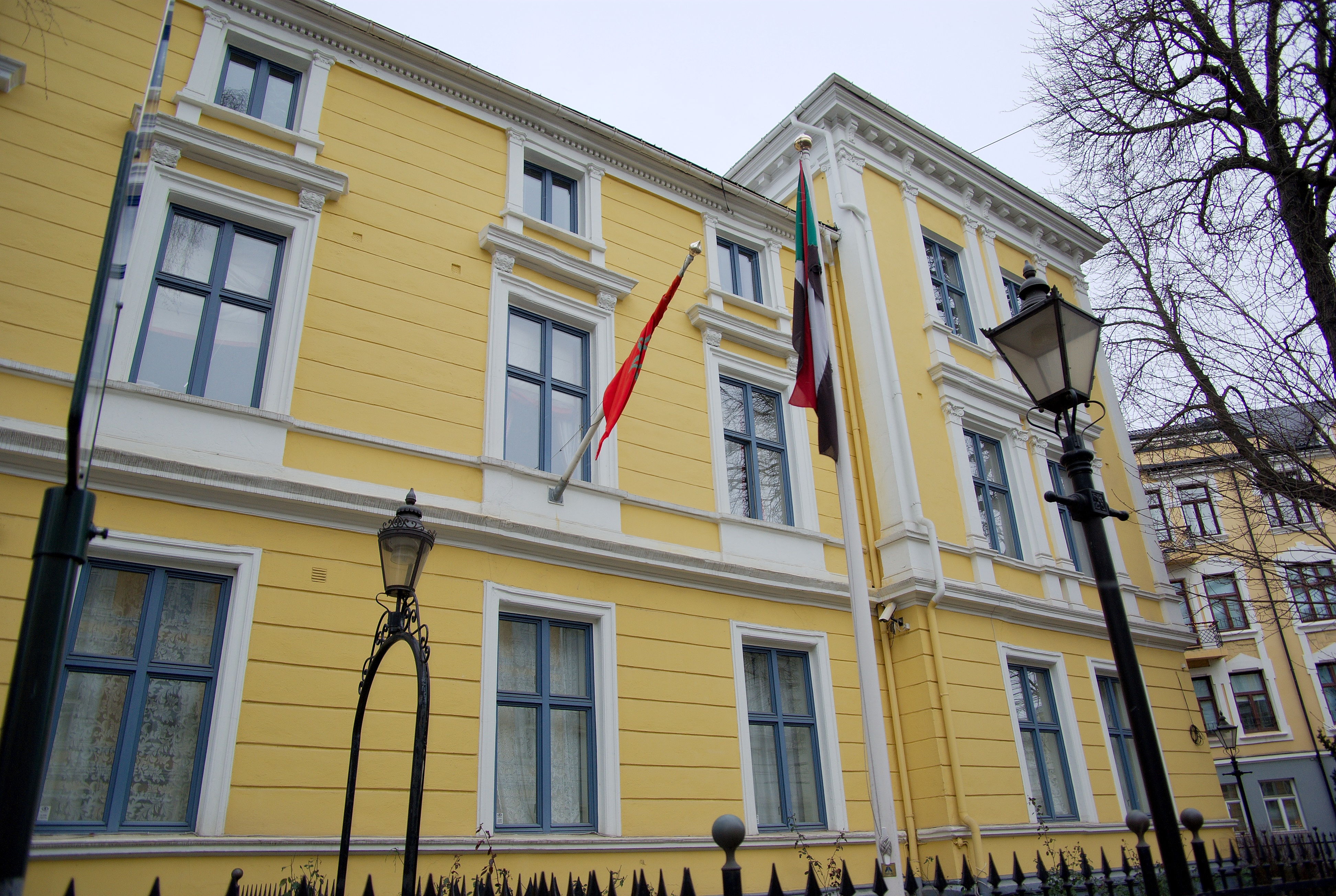
سفارة المملكة المغربية بأوسلو

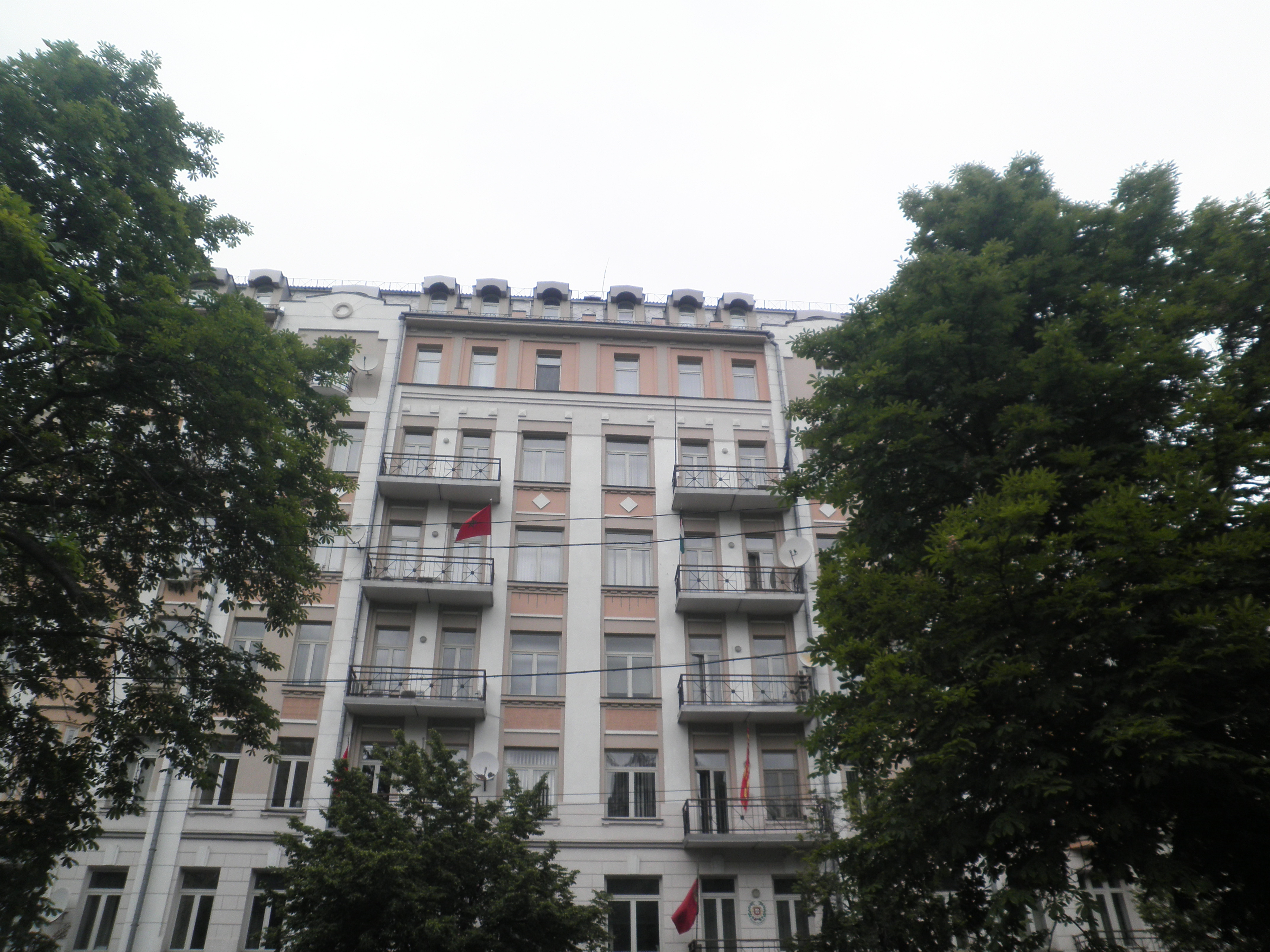
سفارة المملكة المغربية بكييف

يُقيم المغرب علاقات وثيقة مع الاتحاد الأوروبي، وخاصة مع فرنسا وإسبانيا.
المملكة المغربية عضو في الأمم المتحدة وعضو مؤسس لكل من جامعة الدول العربية، واتحاد المغرب العربي، ومنظمة المؤتمر الإسلامي، وحركة عدم الانحياز. الملك الحالي محمد السادس هو رئيس لجنة القدس بمنظمة المؤتمر الإسلامي.

## العلاقات الخارجية
المغرب يقيم علاقات مع إسرائيل كباقي العديد من الدول العربية ويدعم وبشدة القضية الفلسطينية والمغرب له سياسات تدين إيران وتدخل إيران في شأن الدول أخرى والمغرب أول دولة سحبت سفارة من إيران.
المغرب فعٌال دائما على المستوى المغاربي، العربي وفي الشؤون الأفريقية. رغم أنه انسحب من منظمة الوحدة الأفريقية (الاتحاد الإفريقي)، لا يزال المغرب يشارك في تنمية الاقتصاد الإقليمي، وتعزز دوره بعودته للكنف الأفريقي سنة 2017،ليطلق مبادرات عديدة، كما أنه يحتوي على أكبر ميناء في شمال أفريقيا بمدينة طنجة. هناك قدر كبير من العلاقات القوية للمملكة المغربية مع بلدان غرب أفريقيا والساحل.

### الاتحاد الأوروبي والولايات المتحدة
للمملكة المغربية أيضا روابط وثيقة وطويلة الأمد مع الولايات المتحدة، إذ تُعتبر المملكة أول دولة بالعالم اعترفت باستقلال الولايات المتحدة عن القوتين الإمبرياليتين فرنسا والمملكة المتحدة. تتضمن مدينة طنجة المفوضية الأمريكية، وهي أول الممتلكات الاجنبية التي اشتريت من قبل حكومة الولايات المتحدة. جرى التفاوض على معاهدة الصداقة المغربية-الأمريكية في 1786-1787 وكانت أول معاهدة بين الولايات المتحدة مع أي بلد إفريقي، عربي، إسلامي أو أجنبي بصفة عامة.
```
وفي يوليوز 2025 جدد السفير الأمريكي  في المملكة المغربية  ريتشارد بوكان الثالث، دعم واشنطن للقرار الأمريكي الذي اعترف بسيادة المغرب على أقاليمه الجنوبية والذي اتخذه الرئيس دونالد ترامب في دجنبر 2020.
```

الدول الخليجية و الشرق الأوسط
ظلت العلاقات المغربية-الخليجية تنتمي إلى دائرة الأولويات الكبرى والرهانات الاستراتيجية في السياسة الخارجية المغربية والخليجية على حدٍّ سواء، ومردُّ ذلك إلى مصفوفة المصالح المشتركة التي تأسست بينهما طيلة عقود من الزمن شملت المجالات السياسية والاقتصادية والدينية والأمنية والثقافية. غير أن عوامل موضوعية وأخرى ذاتية مرتبطة بسياقات إقليمية ودولية ورهانات داخلية دفعت بهذه العلاقات إلى مستويات غير مسبوقة من التوتر بات التساؤل مطروحًا من خلالها حول مستقبل هذه العلاقات. 

## البعثات الدبلوماسية
إلى غاية نهاية سنة 2021، يتوفر المغرب على 56 قنصلية حول العالم.
للمملكة المغربية حضور دولي متميز في العالم عن طريق البعثات الدبلوماسية وبعضها هي على النحو التالي:

### أوروبا
- فرنسا
  - باريس (سفارة)
  - باريس (قنصلية عامة)
  - كولومب (قنصلية عامة)
  - أورلي (قنصلية عامة)
  - بونتواز (قنصلية عامة)
  - فيلمومبل (قنصلية عامة)
  - أورليون (قنصلية عامة)
  - ليل (قنصلية عامة)
  - ليون (قنصلية عامة)
  - مارسيليا (قنصلية عامة)
  - رين (قنصلية عامة)
  - ستراسبورغ (قنصلية عامة)
  - ديجون (قنصلية عامة)
  - مونبيلييه (قنصلية عامة)
  - بوردو (قنصلية عامة)
  - تولوز (قنصلية عامة)
  - باستيا (قنصلية عامة)
  - مونت لا جولي (قنصلية عامة)
- إسبانيا
  - مدريد (سفارة)
  - مدريد (قنصلية عامة)
  - برشلونة (قنصلية عامة)
  - بالما دي مايوركا (قنصلية عامة)
  - إشبيلية (قنصلية عامة)
  - طاراكونا (قنصلية عامة)
  - فالنسيا (قنصلية عامة)
  - الجزيرة الخضراء (قنصلية عامة)
  - ألمرية (قنصلية عامة)
  - بلباو (قنصلية عامة)
  - خيرونا (قنصلية عامة)
  - مورسيا (قنصلية عامة)
  - لاس بالماس (قنصلية عامة)
- إيطاليا
  - روما (سفارة)
  - روما (قنصلية عامة)
  - بولونيا (قنصلية عامة)
  - ميلانو (قنصلية عامة)
  - باليرمو (قنصلية عامة)
  - تورينو (قنصلية عامة)
  - فيرونا (قنصلية عامة)
  - نابولي (قنصلية عامة)
- هولندا
  - لاهاي (سفارة)
  - أمستردام (قنصلية عامة)
  - روتردام (قنصلية عامة)
  - أوتريخت (قنصلية عامة)
  - دان بوش (قنصلية عامة)
- بلجيكا
  - بروكسل (سفارة)
  - بروكسل (قنصلية عامة)
  - أنتويرب (قنصلية عامة)
  - لييج (قنصلية عامة)
- ألمانيا
  - برلين (سفارة)
  - دوسلدورف (قنصلية عامة)
  - فرانكفورت (قنصلية عامة)

- النمسا
  - فيينا (سفارة)
- بلغاريا
  - صوفيا (سفارة)
- جمهورية التشيك
  - براغ (سفارة)
- كرواتيا
  - زغرب (سفارة)
- الدنمارك
  - كوبنهاغن (سفارة)
- فنلندا
  - هلسنكي (سفارة)
- اليونان
  - أثينا (سفارة) - سفير المغرب في اليونان، تشمل صلاحياته: اليونان وقبرص
- الفاتيكان
  - الفاتيكان (سفارة)
- المجر
  - بودابست (سفارة)
- أيرلندا
  - دبلن (سفارة)
- النرويج
  - أوسلو (سفارة) - سفير المغرب في النرويج، تشمل صلاحياته: النرويج وآيسلاندا
- بولندا
  - وارسو (سفارة)
- البرتغال
  - لشبونة (سفارة)
- رومانيا
  - بوخارست (سفارة)
- روسيا
  - موسكو (سفارة)
- صربيا
  - بلغراد (سفارة)
- السويد
  - ستوكهولم (سفارة) - سفير المغرب في السويد تشمل صلاحياته: السويد ولاتفيا
- سويسرا
  - برن (سفارة)
- أوكرانيا
  - كييف (سفارة)
- المملكة المتحدة
  - لندن (سفارة)
  - لندن (قنصلية عامة)

### أمريكا الشمالية
- كندا
  - أوتاوا (سفارة)
  - مونتريال (قنصلية عامة)
  - تورونتو (قنصلية عامة)
- الولايات المتحدة
  - واشنطن (سفارة)
  - نيويورك (قنصلية عامة)
- المكسيك
  - مدينة مكسيكو (سفارة)
- كوبا
  - هافانا (سفارة)
- جمهورية الدومينيكان
  - سانتو دومينغو (سفارة) - سفير المغرب في الدومينيكان، تشمل صلاحياته: الدومينيكان وهايتي

### أمريكا الجنوبية
- غواتيمالا
  - غواتيمالا سيتي (سفارة)
- الأرجنتين
  - بوينس آيرس (سفارة)
- البرازيل
  - برازيليا (سفارة)
- تشيلي
  - سانتياغو (سفارة)
- كولومبيا
  - بوغوتا (سفارة)
- بيرو
  - ليما (سفارة)
- فنزويلا
  - كاراكاس (سفارة)

### الشرق الأوسط
- البحرين
  - المنامة (سفارة)
- إيران
  - طهران (سفارة) - سفارة المغرب في طهران مغلقة، بسبب مشاكل سياسية. حيث يتهم المغرب إيران بدعم جبهة البوليساريو مادياً وعسكرياً.
- العراق
  - بغداد (سفارة)
- الأردن
  - عمان (سفارة)
- الكويت
  - مدينة الكويت (سفارة)
- لبنان
  - بيروت (سفارة)
- فلسطين
  - رام الله (مكتب تمثيلي)
- قطر
  - الدوحة (سفارة)
- السعودية
  - الرياض (سفارة)
  - جدة (قنصلية عامة)
- الإمارات العربية المتحدة
  - أبوظبي (سفارة)
  - دبي (قنصلية عامة)
- عُمان
  - مسقط (سفارة)
- تركيا
  - أنقرة (سفارة)
  - إسطنبول (قنصلية عامة)
- اليمن
  - صنعاء (سفارة) - مغلقة، تم نقلها خدمات هذه السفارة إلى مسقط.

### إفريقيا
- الجزائر
  - الجزائر (سفارة)
  - الجزائر (قنصلية عامة)
  - سيدي بلعباس (قنصلية عامة)
  - وهران (قنصلية عامة)
- تونس
  - تونس العاصمة (سفارة)
- ليبيا - جميع الخدمات القنصلية المغربية في ليبيا تم نقلها للقنصلية العامة في تونس.
  - طرابلس (سفارة) - مغلقة منذ سنة 2015، بعد تعرضها لهجوم إرهابي.
  - بنغازي (قنصلية عامة) - مغلقة
- مصر
  - القاهرة (سفارة)
- السودان
  - الخرطوم (سفارة)
- إثيوبيا
  - أديس أبابا (سفارة)
- كينيا
  - نيروبي (سفارة) - سفير المغرب في كينيا، تشمل صلاحياته: كينيا وجنوب السودان
- تنزانيا
  - دار السلام (سفارة) - سفير المغرب في تنزانيا تشمل صلاحياته: تنزانيا وجزر القمر
- جمهورية إفريقيا الوسطى
  - بانغي (سفارة)
- الكاميرون
  - ياوندي (سفارة)
- الغابون
  - ليبرفيل (سفارة)
- جمهورية الكونغو الديمقراطية
  - كينشاسا (سفارة)
- غينيا الاستوائية
  - مالابو (سفارة)
- أنغولا
  - لواندا (سفارة)
- مدغشقر
  - أنتاناناريفو (سفارة)
- جنوب إفريقيا
  - بريتوريا (سفارة)
- بوركينا فاسو
  - واغادوغو (سفارة)
- الكاميرون
- مالي
  - باماكو (سفارة)
- موريتانيا
  - نواكشوط (سفارة)
  - نواذيبو (قنصلية عامة)
- النيجر
  - نيامي (سفارة)
- نيجيريا
  - أبوجا (سفارة)
- غانا
  - أكرا (سفارة)
- ساحل العاج
  - أبيدجان (سفارة)
- السنغال
  - دكار (سفارة) - سفير المغرب في السنغال تشمل صلاحياته: السنغال وغامبيا وغينيا بيساو والرأس الأخضر
- غينيا
  - كوناكري (سفارة) - سفير المغرب في غينيا، تشمل صلاحياته: غينيا وسيراليون
- ليبيريا
  - مونروفيا (سفارة) - في طور البناء

### آسيا
- بنغلاديش
  - دكا (سفارة)
- الصين
  - بكين (سفارة)
- الهند
  - نيودلهي (سفارة)
- إندونيسيا
  - جاكرتا (سفارة)
- اليابان
  - طوكيو (سفارة)
- ماليزيا
  - كوالالمبور (سفارة)
- باكستان
  - إسلام آباد (سفارة)
- كازاخستان
  - أستانا (سفارة) - سفير المغرب في كازاخستان، تشمل صلاحياته: كازاخستان وطاجكستان وتركمنستان وقرغيستان
- كوريا الجنوبية
  - سول (سفارة)
- تايلاند
  - بانكوك (سفارة)
- فيتنام
  - هانوي (سفارة)

### أوقيانيا
- أستراليا
  - كانبرا (سفارة) - سفير المغرب في أستراليا، تشمل صلاحياته: أستراليا ونيوزيلاندا وتوفالو وكيريباتي وبابوا غينيا الجديدة

### منظمات
- بروكسل (البعثة الدائمة لدى الإتحاد الأوروبي)
- القاهرة (البعثة الدائمة لدى جامعة الدول العربية)
- جنيف (البعثة الدائمة لدى الأمم المتحدة، ولدى منظمات دولية أخرى)
- نيويورك (المفوضية الدائمة لدى الأمم المتحدة)
- باريس (البعثة المغربية الدائمة لدى منظمة الأمم المتحدة للتربية والتعليم والثقافة)
- روما (البعثة الدائمة لدى منظمة الأغذية والزراعة)
- فيينا (البعثة الدائمة لدى الأمم المتحدة)

## وصلات خارجية
- الموقع الرسمي لوزارة الخارجية المغربية